# Киселенко, Иван Родионович
Иван Родионович Киселенко (1923—1945) — капитан Рабоче-крестьянской Красной Армии, участник Великой Отечественной войны, Герой Советского Союза (1945).

## Биография
Иван Киселенко родился 17 февраля 1923 года в селе Исайки (ныне — Богуславский район Киевской области Украины). В раннем возрасте переехал в селе Новопавловка Николаевской области, где окончил среднюю школу. В 1941 году Киселенко был призван на службу в Рабоче-крестьянскую Красную Армию. Окончил ускоренные курсы лейтенантов. С июня 1942 года — на фронтах Великой Отечественной войны. Принимал участие в боях на Брянском, 1-м и 2-м Белорусских фронтах. К январю 1945 года капитан Иван Киселенко был начальником штаба дивизиона 475-го миномётного полка 3-й армии 2-го Белорусского фронта. Отличился во время боёв в Восточной Пруссии.
16 января 1945 года, когда советские части были контратакованы немецкими войсками, Киселенко во главе дивизиона оборонял занятые позиции. В том бою дивизион уничтожил около 50 немецких солдат и офицеров. Два часа спустя немецкие войска предприняли вторую контратаку. Киселенко, несмотря на ранение, с двумя ранеными бойцами остался на наблюдательном пункте и продолжал руководить боем. Немецкие солдаты обошли пункт и ворвались внутрь. В завязавшейся схватке Киселенко погиб.
Указом Президиума Верховного Совета СССР от 19 апреля 1945 года за «умелое руководство дивизионом в сложных условиях боя и проявленные при этом мужество и героизм» капитан Иван Киселенко посмертно был удостоен высокого звания Героя Советского Союза. Также был награждён орденами Ленина, Отечественной войны 2-й степени, Красной Звезды, рядом медалей.
В честь Киселенко названа школа и установлен бюст в посёлке Токаревка Веселиновского района Николаевской области Украины.